# Pi d'escorça blanca
El pi d'escorça blanca (Pinus albicaulis) és una espècie de conífera de la família Pinaceae nadiuade les muntanyes de l'oest dels Estats Units i el Canadà,

## Distribució
Habita en la zona subalpina de Sierra Nevada, les Cascades, la Serralada costanera del Pacífic i el nord de les muntanyes Rocoses, incloent l'ecosistema de Yellowstone.

## Característiques
És un pi típic de grans altituds arribant al límit arbori de la seva zona aleshores creix retorçat i ajagut (Creeping pine en anglès). Arriba a fer 20 m d'alt i alguns 27 m.
Com tots els pins del subgènere Strobus les seves fulles es disposen en fascicles de cinc. És difícil de distingir del pi Limber i cal examinar les pinyes, els pinyons o el pol·len. En Pinus albicaulis, les pinyes fan 4-7 cm de llarg, en pi Limber fan 6-12 cm de llarg. També és difícil de distingir de Pinus monticola si no hi ha les pinyes.

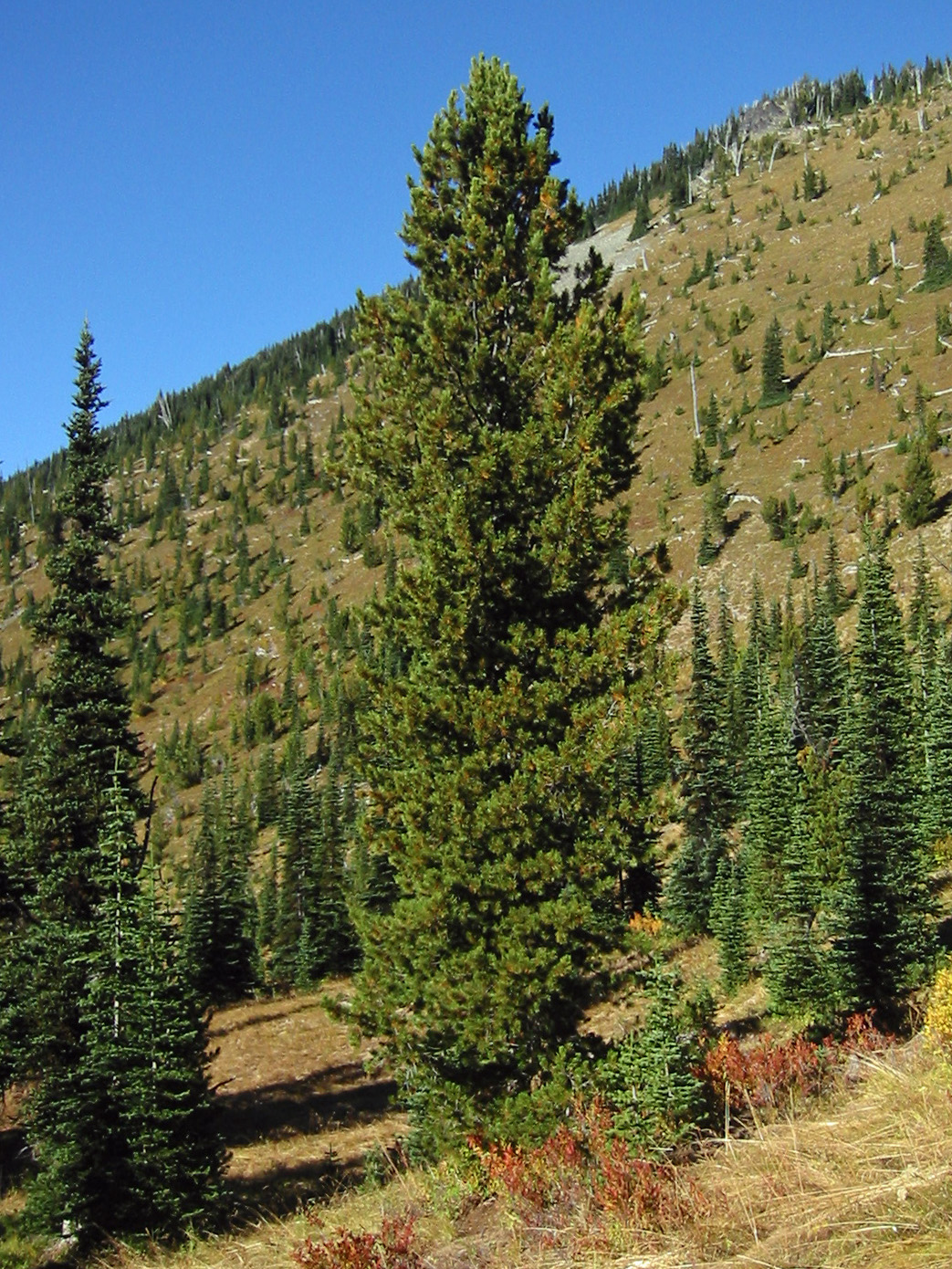
El pi d'escorça blanca, Pinus albicaulis, a Mount Rainier National Park

## Usos
El pi d'escorça blanca és una font d'aliment per a molts animals granívors incloent els que dispersen les seves llavors.